# Рубанка (Роменський район)
Ру́банка — село в Україні, у Коровинській сільській громаді Роменського району Сумської області. Населення становить 347 осіб. До 2017 року орган місцевого самоврядування — Рубанська сільська рада.

## Географія
Село Рубанка знаходиться на відстані 1,5 км від села Овеча. Селом протікає річка Рубанка, права притока Хоролу.

## Назва
Місце вирубки лісу залишилось у назві села Рубанка.

## Історія
Село Рубанка засноване в першій половині XVIII століття.
- 12 червня 2020 року, відповідно до розпорядження Кабінету Міністрів України № 723-р «Про визначення адміністративних центрів та затвердження територій територіальних громад Сумської області», село увійшло до складу Коровинської сільської громади[1].
- 19 липня 2020 року, в результаті адміністративно-територіальної реформи та ліквідації  Недригайлівського району, громада увійшла до складу новоутвореного Роменського району[2].